# 泰貝薩區

泰貝薩區（阿拉伯语：‎），是阿爾及利亞的行政區，位於該國東北部，由泰貝薩省負責管轄，首府設於泰貝薩，面積184平方公里，2008年人口196,537，人口密度每平方公里1,068人。